# Ciak Telesud
Ciak Telesud è un'emittente televisiva regionale a carattere generalista, con sede a Paternò, in provincia di Catania.

## Storia e generalità
L'emittente nasce nel 1985 per opera di imprenditori locali, e da allora si pone come la principale emittente televisiva paternese.
Televisione generalista, la sua programmazione ha come principale trasmissione il notiziario Ciak News, diretto da Mary Sottile, e pur essendo un'emittente locale, ha realizzato delle produzioni, come le dirette della processione della patrona santa Barbara e delle partite della locale formazione di pallacanestro, o degli speciali, come quelli sui bombardamenti subiti da Paternò nel 1943 in piena seconda guerra mondiale, e sulla storia dell'ex complesso di San Francesco alla Collina.
In epoca analogica, l'emittente irradiava oltre Paternò, anche i vicini centri di Adrano, Belpasso, Biancavilla, Nicolosi, Ragalna e Santa Maria di Licodia. 
Nel 2012 l'emittente sbarca sulla televisione digitale terrestre e con la riorganizzazione delle frequenze nel 2022 ottiene l'LCN 77 nella rete di primo livello siciliana gestita da Rai Way.